# Nó figura oito

Nó figura oito com extremidades unidas.

Na teoria dos nós, um nó figura oito (também chamado de nó Listing) é o único nó com quatro cruzamentos. Este é o menor número possível de cruzamentos, exceto para o nó trivial e o nó de trevo. O nó figura oito é um nó primo.

## Origem do nome
O nome é dado porque amarrando um nó figura oito em uma corda e depois unindo as extremidades, da maneira mais natural, dá um modelo do nó matemático.

## Descrição
Uma simples representação paramétrica do nó figura oito é com o conjunto de todos os pontos (x,y,z) onde:
{\displaystyle {\begin{aligned}x&=\left(2+\cos {(2t)}\right)\cos {(3t)}\\y&=\left(2+\cos {(2t)}\right)\mathrm {sen} \,{(3t)}\\z&=\mathrm {sen} \,{(4t)}\end{aligned}}}
para t variando sobre números reais, consulte a representação visual 2D no canto inferior direito.
O nó figura oito é um nó primo, alternando e racional, com um valor associado de 5/2, e também é um nó quiral e nó de fibra. Isto segue-se a partir de outras, menos simples, (mas muito interessante) representações do nó:
(1) Ele é uma trança fechada homogênea (nomeadamente, o encerramento da terceira seqüência da trança σ1σ2−1σ1σ2−1), e o teorema de João Stallings mostra que qualquer trança fechada homogênea é um nó fibra.
(2) É o enlaço (0,0,0,0) de um ponto crítico isolado de um polinômio mapa F: R4→R2, então (de acordo com o teorema de John Milnor) o mapa de Milnor de F é, na verdade, um nó fibra. Bernard Perron encontrou o primeiro F para esse nó, ou seja, 
{\displaystyle F(x,y,z,t)=G(x,y,z^{2}-t^{2},2zt),}
onde
{\displaystyle {\begin{aligned}G(x,y,z,t)=\ &(z(x^{2}+y^{2}+z^{2}+t^{2})+x(6x^{2}-2y^{2}-2z^{2}-2t^{2}),\\&\ tx{\sqrt {2}}+y(6x^{2}-2y^{2}-2z^{2}-2t^{2})).\end{aligned}}}

## Propriedades matemáticas
O nó figura oito tem desempenhado um papel importante historicamente (e continua a fazê-lo) na teoria do coletor tridimensional. Em algum momento em meados da década de 1970, William Thurston , mostrou que o nó figura oito era hiperbólico, pela decomposição de seu complemento em dois tetraédros hiperbólicos ideais. (Robert Riley e Troels Jørgensen, trabalhando de forma independente, havia mostrado que o nó figura oito era hiperbólico por outros meios.) Esta construção, nova na época, levou-o a muitos resultados e métodos poderosos. Por exemplo, ele foi capaz de mostrar que todas as cirurgias Dehn, exceto dez, no nó figura oito resultaram em três dimensões não-Haken, não-Seifert-fibra irredutíveis; estes foram os primeiros exemplos. Muitos mais foram descobertos, generalizando a construção Thurston para outros nós e enlaces.
O nó figura oito também é nó hiperbólico cujo complemento tem o menor volume possível, 2.02988... de acordo com o trabalho de Chun Cao e Robert Meyerhoff. A partir desta perspectiva, o nó figura oito pode ser considerado o nó hiperbólico mais simples. O nó figura oito possui complemento de  duplo-recobrimento, que tem o menor volume entre os não-hiperbólico compacto tridimensionais.
O nó figura oito e o nó (-2,3,7) são apenas os dois nós hiperbólicos conhecidos por ter mais de 6 cirurgias excepcionais (Dehn cirurgia) resultando em um não-hiperbólico coletor tridimensional; eles têm 10 e 7, respectivamente. O teorema de Lackenby e Meyerhoff, cuja prova se baseia na conjectura de geometrização  e com a assistência de computador, considera-se que 10 é o maior número possível de cirurgias excepcional de qualquer nó hiperbólico. No entanto, não se sabe atualmente se o nó de oito é o único que atinge o limite de 10. É bem conhecida a conjectura de que o dependente (exceto para os dois nós mencionados) é o 6.
|  |  |  |

## Constantes
O polinômio de Alexander do nó figura oito é:
{\displaystyle \Delta (t)=-t+3-t^{-1},}
o polinômio Conway é:
{\displaystyle \nabla (z)=1-z^{2},}
e o polinômio de Jones é:
{\displaystyle V(q)=q^{2}-q+1-q^{-1}+q^{-2}.}
A simetria entre {\displaystyle q} e  {\displaystyle q^{-1}} no polinômio de Jones reflete o fato de que o nó figura oito é aquiral.

## Ler mais
- Ian Agol, Limites excepcionais, Dehn de enchimento, Geometria E Topologia 4 (2000), 431–449. MR1799796
- Chun Cao e Robert Meyerhoff, A orientação mais agudo hiperbólico de 3 variedades de volume mínimo, Inventiones Mathematicae, 146 (2001), não. 3, 451–478. MR1869847
- Marc Lackenby, Word hiperbólica Dehn cirurgia, Inventiones Mathematicae 140 (2000), não. 2, 243–282. MR1756996
- Marc Lackenby e Robert Meyerhoff, O número máximo de excepcional Dehn cirurgias, arXiv:0808.1176
- Robion Kirby, Problemas na baixa-dimensional topologia, (ver problema 1.77, devido a Cameron Gordon, por excepcional pistas)
- William Thurston, a Geometria e A Topologia de Três Variedades, da Universidade de Princeton, anotações de aula (1978-1981).